# ساتن، سافک
ساتن (به انگلیسی: Sutton) یک روستا و محله مدنی در بریتانیا است که در Suffolk Coastal واقع شده‌است. ساتن ۱٬۸۰۴ نفر جمعیت دارد.